# Gmina Płaska
Die Gmina Płaska (litauisch Plaskų valsčius) ist eine Landgemeinde im Powiat Augustowski der Woiwodschaft Podlachien in Polen. Ihr Sitz ist das gleichnamige Dorf.

## Gliederung
Zur Landgemeinde Płaska gehören 15 Ortsteile mit einem Schulzenamt:
Dalny Las
Gorczyca
Gruszki
Macharce
Mikaszówka
Mołowiste
Płaska
Podmacharce
Rubcowo
Rudawka
Rygol
Serski Las
Serwy
Strzelcowizna
Sucha Rzeczka
Weitere Ortschaften der Gemeinde sind:
Hanus (gajówka)
Hanus (leśniczówka)
Jazy
Jałowy Róg
Kielmin
Kopanica
Księży Mostek
Kudrynki
Lipiny
Lubinowo
Mały Borek
Muły
Osienniki
Ostryńskie
Perkuć
Przewięź
Tartak
Trzy Kopce